# Saint-Roch-de-l'Achigan
Pour les articles homonymes, voir Saint-Roch (homonymie).
Saint-Roch-de-l'Achigan est une municipalité canadienne du Québec située dans la MRC de Montcalm, dans la région de Lanaudière. Au début des basses Laurentides, elle se trouve à une quarantaine de kilomètres au nord de Montréal, accessible via l'autoroute 25.

## Toponymie
Le village doit son nom au seigneur de L'Assomption en 1781, Paul-Roch de Saint-Ours de l'Eschaillon (1747-1814), fils de Pierre-Roch de Saint-Ours (1712-1782).

## Histoire
Saint-Roch-de-l'Achigan faisait autrefois partie de la seigneurie de L'Assomption et par la suite de la paroisse du même nom, est traversé d'ouest en est par la rivière de l'Achigan. Vers 1750, des colons venus surtout de L'Assomption et de Mascouche commencent à s'installer un peu partout sur son territoire.
Entre 1760 et 1770, de nombreuses concessions sont accordées de chaque côté de la rivière de l'Achigan et dans les secteurs du chemin du Ruisseau-Saint-Jean et du rang du Ruisseau-des-Anges par le seigneur Pierre-Roch de Saint-Ours de l'Échaillon. L'arrivée des colons en grand nombre amène le seigneur à vouloir tirer profit du dénivelé de la rivière et à faire construire en 1771 son moulin seigneurial à l'endroit connu aujourd'hui sous le nom de rue Masson.
L'augmentation suffisamment rapide du nombre de colons sur le territoire se traduit inévitablement par le projet d'y fonder une paroisse. Au début des années 1770, Pierre-Roch de Saint-Ours entreprend des démarches en ce sens auprès de l'évêque de Québec. Son fils Paul-Roch les poursuit. Le projet se réalise par l'ouverture des registres de la paroisse en 1787 et la venue d'un curé l'année suivante. Des difficultés reliées au choix de l'emplacement de l'église font qu'il faut attendre en 1803 pour qu'on en entreprenne la construction. Cette église de pierres fut pendant longtemps considérée comme étant l'une des plus belles de la province. Pierre Conefroy, le curé de Boucherville, en a dessiné les plans. La paroisse est érigée canoniquement en 1832. Elle doit son nom à Paul-Roch de Saint-Ours qui était le seigneur des lieux au moment de sa fondation. L'église qui faisait la fierté des paroissiens est malheureusement incendiée le 1er janvier 1958.
La première école ouvre ses portes en 1829. On construit par la suite plusieurs écoles de rangs en plus du collège du village et du couvent. En 1856, la communauté des Clercs de Saint-Viateur accepte de diriger le collège jusqu'en 1894. Dès l'année suivante, celle des Sœurs des Saints Noms de Jésus et de Marie prend charge à son tour du couvent jusqu'en 1969. Aujourd'hui, on retrouve dans la municipalité une école primaire et une école secondaire.
La Municipalité est en premier lieu reconnue civilement en 1842. Elle est abolie en 1847 et fait ensuite partie de la municipalité de comté de Lachenaie. Elle est de nouveau reconnue comme municipalité de paroisse en 1855 sous le nom de Saint-Roch. En raison de la confusion créée par l'existence de plusieurs autres municipalités portant ce nom, elle revient à son appellation d'origine en 1957.

## Géographie
La municipalité à une superficie de 80 km2.
La rivière de l'Achigan traverse la municipalité du nord-ouest au sud-est
La rivière Saint-Esprit délimite le nord-est de la municipalité et coule vers le sud-est.

## Démographie
| 1991  | 1996  | 2001  | 2006  | 2011  | 2016  | 2021  |
| ----- | ----- | ----- | ----- | ----- | ----- | ----- |
| 3 795 | 4 305 | 4 164 | 4 449 | 4 892 | 5 147 | 5 453 |

## Administration
Les élections municipales se font en bloc et suivant un découpage de six districts.
| Saint-Roch-de-l'Achigan Maires depuis 2003                                                                           |                     |         |          |
| Élection | Maire               | Qualité | Résultat |
| 2003 | Marcel Lescarbeault |         | Voir     |
| 2005 | Yves Prud'homme     |         | Voir     |
| 2009 | Georges Locas       |         | Voir     |
| 2013 | Georges Locas       | Voir    |          |
| 2017 | Yves Prud'homme     |         | Voir     |
| 2021 | Sébastien Marcil    |         | Voir     |
| Élection partielle en italique Depuis 2005, les élections sont simultanées dans toutes les municipalités québécoises |                     |         |          |

## Économie
80 % de du territoire de la municipalité est consacré à l'agriculture. Elle possède des fermes maraîchères, céréalières et d'élevage. À Saint-Roch se trouve la fromagerie La Suisse normande.
Un parc industriel accueille de nombreuses entreprises depuis plus de trente ans et plusieurs développements résidentiels ont été entrepris au cours des dernières années.
Sa proximité de Montréal et son accès à l'autoroute 25 incitent de plus en plus de citadins à venir y demeurer en permanence.
On y trouve une église, la bibliothèque, un bureau postal, des résidences pour personnes âgées, une clinique médicale, un centre sportif, plusieurs garderies et un centre de la petite enfance.
Saint-Roch-de-l'Achigan est connue également pour ses institutions d'enseignement. La première école y a été ouverte au début du XIXe siècle et cette localité rassemble aujourd'hui environ 2 000 écoliers dans ses écoles primaire et secondaire, en provenance des municipalités voisines.

## Urbanisme
Plusieurs projets de constructions résidentielles et une aire industrielle se développent dans la municipalité.
Parmi les projets domiciliaires, on dénombre les suivants :
- Domaine au tournant de la rivière L'Achigan
- Les Jardins de l'Achigan
- Les Vallons Saint-Roch
- La Cité des prés

De plus, Saint-Roch-de-l'Achigan dispose de terrains disponibles d'environ 7 000 000 de pieds carrés dans son parc industriel situé en bordure de l'autoroute 25.

## Attractions
La seule piste de karting homologuée par la FIA en Amérique du Nord a cessé ses activités en 2019.

## Éducation
La Commission scolaire des Samares administre les écoles francophones:
- École secondaire de l'Achigan
- École Notre-Dame[7]

La Commission scolaire Sir Wilfrid Laurier administre les écoles anglophones:
- École primaire Joliette à Saint-Charles-Borromée[8]
- École secondaire Joliette à Joliette[9]

## Liste des écoles
- 1954: Construction de l'école Notre-Dame (20, rue Vézina)
- 1972: Construction de l'école de l'Achigan (60, montée Rémi-Henri)
- 1990: Agrandissement en l'école de l'Achigan
- 2013: Agrandissement en l'école Notre-Dame
- 2017: Agrandissement en l'école Notre-Dame (Salle à gymnase)

## Personnalités liées
- Louis Archambeault
- Urgel-Eugène Archambeault
- Éraste d'Odet d'Orsonnens